# Pierre Mulele
Pierre Mulele (* 11. August 1929; † 3. Oktober (eventuell 9. Oktober) 1968) war ein maoistischer Politiker der Demokratischen Republik Kongo, der der ethnischen Gruppe der Bapende angehörte.

## Leben

### Politik
Er stand 1961 einer Rebellenregierung mit Antoine Gizenga als Premierminister vor, nachdem er unter Patrice Lumumba Bildungsminister war.
Nach der Ermordung Lumumbas floh er aus dem Land und ging in den Ostblock.
Nach Training im Ostblock und in der Volksrepublik China führte er 1964 beim Mai-Mai-Aufstand in der Region Kwilu den Maoistischen Block an, bevor er nach der Niederlage die Flucht nach Kongo-Brazzaville ergriff.
Im Jahre 1968 überredete Joseph Desire Mobutu (Mobutu Sese Seko) ihn, aus dem Exil zurückzukehren, und versprach ihm Amnestie. Kurz darauf wurden er und alle Leute, die ihn seit der Rückkehr besucht hatten, verhaftet und anschließend getötet. Mulele wurde öffentlich gefoltert, Augen und Genitalien herausgerissen und die Gliedmaßen eins ums andere amputiert, während er noch lebte. Sein Rumpf wurde in den Kongo-Fluss geworfen. Nach anderen Quellen wurde er nach einem kurzen Prozess erschossen.
Am 8. Februar 2002 wurde die Avenue de la Liberté, eine der größten Straßen von Kinshasa, zu seinen Ehren in Avenue Pierre Mulele umbenannt.

### Privates
Mulele heiratete Leonie Abo, eine politische Weggefährtin. Nach seiner Ermordung floh sie aus dem Land. Das belgische Buch Une Femme du Congo (A Congolese Woman), von Ludo Martens, erzählt ihre Lebensgeschichte.

## Verhaltenskodex
Mulele stellte einen Regelkatalog auf, der für seine Revolutionäre als eine Art Verhaltenskodex dienen sollte:
1. Respektiere alle Menschen, selbst die schlechten.
2. Bestiehl die Dorfbewohner nicht, sondern kaufe ihnen ihre Güter zu fairen Preisen ab.
3. Bringe Geborgtes ohne Ärger und Streit zurück.
4. Ersetze Dinge, die Du zerstört hast, zu einem angemessenen Preis.
5. Misshandle niemanden.
6. Betrete und zerstöre das Land Fremder nicht.
7. Respektiere Frauen und belästige diese nicht.
8. Behandle Deine Kriegsgefangenen anständig.